# Amennachtovo naučení
Amennachtovo naučení je staroegyptské literární dílo z žánru Knih moudrých rad do života. Jeho autorem je písař Amennacht, který jej napsal pro svého žáka Harmina. Doba vzniku textu je nejistá – vznikl buď v době 18. dynastie nebo až za vlády 20. dynastie. Český egyptolog Zbyněk Žába se domníval, že pochází přibližně ze stejné doby jako Aniho naučení. Hellmut Brunner poukazuje na to, že nebyly nalezeny rozsáhlejší varianty textu, z čehož usuzuje, že naučení nebylo tradováno dlouho, a proto spíše vzniklo za Ramessovců. Badatelé, kteří pokládají za správnější pozdější datování, někdy připouštějí, že jeho autor by mohl být totožný s královským písařem Amennachtem z Dér el-Medíny známým i z jiných pramenů. Ten zastával svůj úřad od 16. roku vlády Ramesse III. do 4. roku vlády Ramesse IV. a jsou připisována i jiná literární díla.
Z textu naučení se do současné doby dochoval jen jeho začátek, a to na celkem osmi ostrakách z ramessovské doby.

## Obsah
Text začíná uvedením jména a titulu autora a jména jeho žáka, jemuž je naučení určeno. Amennacht žáka upozorňuje, že slova naučení, pokud si je osvojí, způsobí, že bude „sám schopen rozlišit dobro a zlo“ (řádek 6). Je proto třeba, aby si nejdříve vše pečlivě vyslechl a své námitky nechal na později (řádek 20–23) – podobně jako v Aniho naučení tedy pravděpodobně po Amennachtových výrocích v naučení následovala diskuse se žákem, která se ovšem nezachovala.
Harmin si má osvojit schopnost dobře mluvit a užívat řeč, ale současně být střídmý v mluvení samotném. Má být trpělivý a učinit „své srdce pevnou hrází, o níž se budou tříštit vlny“. Harminovým cílem má být stát se písařem, k čemuž vede jediná cesta: pilně se vzdělávat v domě života (řádek 24–25). Pokud tak učiní, obsáhne všechno vědění (řádek 26).
Ukázka textu (řádek 9–14):
| „ | Je velice prospěšné být považován za muže, jenž je schopen splnit jakýkoli (důležitý) úkol. Kéž se tvé srdce stane pevnou hrází, o níž se budou tříštit vlny záplavy! Osvoj si moji řeč ve všech jejích podobách a nezdráhej se ji chránit. | “ |

### České editace textu
- BRUNNER, Hellmut. Moudré knihy starých Egypťanů : naučení o životě. Překlad Rudolf Řežábek. Liberec: Dialog, 2007. 344 s. ISBN 978-80-86761-77-0. S. 182–183. (Překlad Břetislava Vachaly)
- VACHALA, Břetislav. Moudrost starého Egypta. Praha: Knižní podnikatelský klub, 1992. 175 s. ISBN 80-85267-28-4. S. 145–150.